# Збагачення вугільних шламів на гідросайзерах
Збагачення вугільних шламів на гідросайзерах

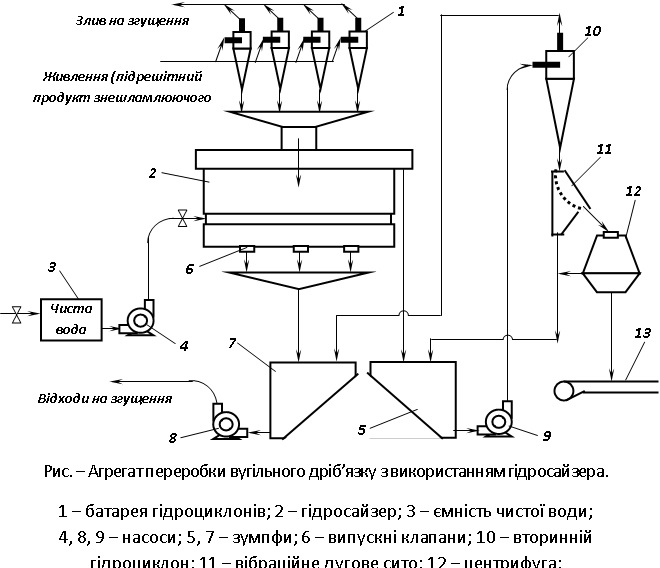

Гідросайзер використовують для збагачення шламів крупністю від 0,1 до 1 мм. Якщо необхідно збагачувати шлам крупністю до 5 мм встановлюють послідовно два гідросайзери.
Схема агрегату переробки вугільного дріб'язку з використанням гідросайзера наведена на рис. . На схемі показано гідросайзер 2, у якому за допомогою висхідного потоку створюється зона регульова-ної густини. Висхідний потік створюється чистою водою, що подається з ємності 3 насосом 4. Густина в робочій зоні гідросайзера регулюється витратами і тиском води, яка подається в апарат.
Живленням гідросайзера є підрешітний продукт знешламлювального грохота (шлам). Шлам надходить у батарею з чотирьох гідроциклонів 1 діаметром 500 мм. Злив гідроциклонів крупністю 0 — 0,063 мм (високозольний продукт) направляється на згущення. Під дією висхідного потоку низькозольна фракція разом із водою пере-ливається через зливний поріг і самопливом надходить у зумпф 5. Високозольна фракція видаляється через клапани 6 у днищі гідросайзера, надходить у зумпф 7 і насосом 8 транспортується на згущення. Верхній продукт гідросайзера із зумпфа 5 насосом 9 подається у вторинний гідроциклон 10, де здійснюється його знешламлення. Злив вторинного гідроциклону надходить у зумпф 7, а піски подаються на вібраційне дугове сито 11 і центрифугу 12 для остаточного знешламлення і зневоднення. У результаті центри-фугування отримують продукт з низькою вологістю, достатньою для шихтування з крупним вугіллям.
Процес збагачення з використанням гідросайзера є економіч-ним, простим, повністю автоматизованим, капітальні й експлуатаційні витрати порівняно незначні.
При переробці тонких шламів можуть бути отримані концентати із зольністю 9-20 %, відходи — із зольністю 78-85 %.
Недоліками використання гідросайзера є:
– необхідність використання чистої води (вміст твердого до 5 г/л);
– при використанні гідросайзера водно-шламова схема повинна бути розімкнутою (при замкненій схемі неможливо забезпечити вміст твердого в оборотній воді 5 г/л).